# Ordre additif
 (janvier 2017).
Si vous disposez d'ouvrages ou d'articles de référence ou si vous connaissez des sites web de qualité traitant du thème abordé ici, merci de compléter l'article en donnant les références utiles à sa vérifiabilité et en les liant à la section « Notes et références ».
Si deux règles phonologiques sont dans un ordre additif ou ordre alimentatif, le changement dans le contexte phonologique qui avait été créé par la première règle permet à la deuxième règle de prendre place à son tour. 
Un exemple de cela se fait voir en ancien français, où la loi de Bartsch était le résultat final de deux règles en ordre additif. À la suite de l'avancement de la voyelle centrale /a/ en syllabe tonique ouverte, la palatalisation de la consonne vélaire précédente a aussi eu lieu, comme dans chèvre (> capra(m)). 
Un exemple de ceci en anglais contemporain est la règle de glottalisation des consonnes non-voisées vers la fin des mots, qui fait en sorte que par exemple le mot looked avec la forme sous-jacente [lʊkt]) est prononcé comme [lʊʔkt]. Une autre règle dans la phonologie de l'anglais fait insérer une consonne non-voisée additionnelle entre une consonne nasale et une fricative non-voisée vers la fin des mots, comme dans [prɪnts], avec la forme sous-jacente [prɪns]. L'application de cette dernière règle dans ce contexte permet ensuite à la glottalisation de prendre place, de manière que le mot est finalement prononcé comme [prɪnʔts]. 
Si deux règles dans un ordre additif s'appliquent en contresens, il ne se passe rien après la deuxième règle. Un exemple de ceci est la manière dont la phrase petite nièce est prononcée. Si l'effacement du /ə/ à la fin du mot (règle 1) avait eu lieu avant l'élision de la consonne(règle 2), l'ordre additif des deux règles aurait fait en sorte que la phrase dans son entier serait prononcée [pəti njɛs]. Mais parce que les règles s'appliquent en sens inverse, la phrase dans son entier est prononcée comme [pətit njɛs].
L'ordre additif/ alimentatif est l'inverse de l'ordre de délestage.  